# درو كانون
درو كانون (بالإنجليزية: Drew Cannon)‏ هو إحصائي أمريكي، ولد في 21 أبريل 1990 في درم في الولايات المتحدة.